# Illia Charheika
Illia Charheika (nascido em 15 de abril de 1993) é um atirador esportivo bielorrusso que competiu nos Jogos Olímpicos de Verão de 2016 no Rio de Janeiro representando a Bielorrússia.
Antes disso, ele ganhou medalha de prata na modalidade de tiro nos Jogos Olímpicos da Juventude em 2010.